# Хилл, Клем
Кле́мент («Клем») Хилл (англ. Clement Hill; 18 марта 1877—5 сентября 1945) — австралийский крикетист-бэтсмен, капитан национальной команды по крикету. В 2005 году он был включен в Австралийский зал славы крикета. Хилл родился в Аделаиде в большой семье из восьми мальчиков и восьми девочек. Его отец Генри Джон Хилл увлекался крикетом, как и шесть братьев Клема Хилла. Сам Хилл приобщился к крикету в тринадцатилетнем возрасте, будучи ещё школьником. В 19 он уже находился в составе австралийской команды, отправлявшейся на серию матчей в Англию.

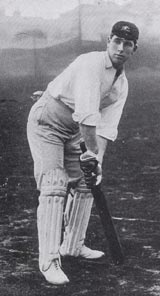
Клем Хилл.

Хилл был известен благодаря эффективной защите и спокойствию на поле, был популярен в команде благодаря прямоте, честности и дружелюбию. Тем не менее, он находился в напряженных отношениях с руководством, в частности, в 1909 году отказался ехать в Англию из-за того, что был неудовлетворён условиями контракта. Хилл также занимался американским футболом. После окончания спортивной карьеры игрок увлекся скачками.
Он умер в Парквилле, пригороде Мельбурне, в возрасте 68 лет, попав в автокатастрофу на трамвае.